# Раннахарам

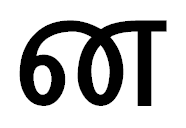

Раннахарам ( றன்னகரம் ), иннанна ( இன்னன்னா ), нахара мэй (னகர மெய்), нахара отры (னகர ஒற்று) — 31-я буква тамильского алфавита, обозначает  альвеолярный носовой согласный. Относится к группе меллинам (назальные) и для противопоставления с акустически близкими дентальной носовой согласной буквой интанной (ந) и ретрофлексной иннанной (ண) в названии буквы раннакарам включена другая буква для альвеолярных согласных итранна (ற).